# Graziano Mancinelli
Graziano Mancinelli (Milaan, 18 februari 1937 - Concesio, 8 oktober 1992) was een Italiaans ruiter, die gespecialiseerd was in springen. Mancinelli nam vijfmaal deel aan de Olympische Zomerspelen. Mancinelli won met de Italiaanse ploeg de bronzen medaille in de landenwedstrijd in Tokio en München. In München won Mancinelli olympisch goud individueel. Twee jaar eerder was Mancinelli als tweede geëindigd tijdens de wereldkampioenschappen.

## Resultaten
- Olympische Zomerspelen 1964 in Tokio 19e individueel springen met Rockette
- Olympische Zomerspelen 1964 in Tokio  landenwedstrijd springen met Rockette
- Olympische Zomerspelen 1968 in Mexico-Stad 21e individueel springen met Doneraile
- Olympische Zomerspelen 1968 in Mexico-Stad 5e landenwedstrijd springen met Doneraile
- Wereldkampioenschappen 1970 in La Baule  individueel met Fidux
- Olympische Zomerspelen 1972 in München  individueel springen met Ambassador
- Olympische Zomerspelen 1972 in München  landenwedstrijd springen met Ambassador
- Olympische Zomerspelen 1976 in Montreal 25e individueel springen met Doneraile
- Olympische Zomerspelen 1976 in Montreal 9e landenwedstrijd springen met Doneraile
- Olympische Zomerspelen 1984 in Los Angeles 36e individueel springen met Rockette
- Olympische Zomerspelen 1984 in Los Angeles 8e landenwedstrijd springen met Rockette

1900: Aimé Haegeman ·
1912: Jean Cariou ·
1920: Tommaso Lequio di Assaba ·
1924: Alphonse Gemuseus ·
1928: František Ventura ·
1932: Takeichi Nishi ·
1936: Kurt Hasse ·
1948: Humberto Mariles ·
1952: Pierre Jonquères d'Oriola ·
1956: Hans Günter Winkler ·
1960: Raimondo D'Inzeo ·
1964: Pierre Jonquères d'Oriola ·
1968: William Steinkraus ·
1972: Graziano Mancinelli ·
1976: Alwin Schockemöhle ·
1980: Jan Kowalczyk ·
1984: Joe Fargis ·
1988: Pierre Durand ·
1992: Ludger Beerbaum ·
1996: Ulrich Kirchhoff ·
2000: Jeroen Dubbeldam ·
2004: Rodrigo Pessoa ·
2008: Eric Lamaze ·
2012: Steve Guerdat ·
2016: Nick Skelton ·
2020: Ben Maher ·
2024: Christian Kukuk